# Romain de Rouen
Pour les articles homonymes, voir Saint Romain.
Saint Romain fut évêque de Rouen. Né à Wy-dit-Joli-Village (actuel Val-d'Oise) où il est vénéré. L'histoire de sa vie est connue par la légende et par la tradition. Il aurait vécu sous Dagobert Ier (qui a régné de 629 à 639), mais sa date de naissance exacte est inconnue. Sa fête est célébrée le 23 octobre.
- Sa vie et ses actions sont connues par des textes anciens et par l'iconographie (Rouen) :
  - Vitraux de la cathédrale (vers 1521) ;
  - Vitraux de l'église Saint-Godard (1555) ;
  - Quadrilobes du portail de la Calende (portail sud) de la cathédrale.

## Biographie

### Sa naissance
Romain est issu d'une famille aristocratique descendant du chevalier Renault au service du roi Childéric 1er, roi des Francs. Il naquit au château des Rochettes, dont les ruines étaient encore visibles en 1858, entre Guiry et Wy-dit-Joli-Village. Sa mère, Félicité, se lamentait de sa stérilité. Une nuit, un ange apparut à son père Benoît, lui annonçant qu'un enfant allait naître dans son foyer et qu'il porterait le nom de Romain. Il naquit en 585.

### Jeunesse et éducation
Très jeune, Romain fut envoyé chez le roi, comme beaucoup de jeunes aristocrates de son époque, où ils étaient nourris, ce qui signifie qu'ils y effectuaient diverses besognes domestiques, y recevaient quelque éducation, avant d'être renvoyés dans leurs provinces avec le titre d'évêque ou de comte. C'est ainsi que Romain rencontra saint Ouen, et saint Éloi. Il y reçut une éducation chrétienne et intellectuelle et y apprit le droit et l'administration, deux domaines qui firent l'objet d'une attention particulière durant le règne de Dagobert, lequel voulait en effet réformer la justice royale et organiser l'administration de son royaume.
Le siège épiscopal de Rouen étant vacant, le collège des chanoines désira que Romain y fût élu. Le roi y consentit, et offrit une crosse à Romain.

### Héritage de saint Romain à Wy-dit-Joli-Village
Saint Romain fit — dit-on — bâtir près de la source qui porte son nom un hôpital pour les « pauvres viatouriers », les voyageurs nombreux sur l'axe Soissons - Rouen. Selon un manuscrit rédigé par Jehan Hamot, curé de Meulan, au dernier quart du XVIe siècle, il aurait fait bâtir l'église Saint-Nicolas de Guiry-en-Vexin, sur le site de l'Aulnaye périlleuse, « où il venait méditer avec un vieil ermite qui vivait là d'herbes et de racines ». Le privilège de la Fierte de saint Romain, concédé au chapitre de Rouen, s'étendit aux Guiry ; ils pouvaient donc gracier un condamné à mort tous les ans. À la fin du XIIe siècle, le culte de saint Romain prit un grand essor, et les pèlerins affluaient autour de la source miraculeuse, en provenance de Rouen, de Beauce, de Picardie et de Normandie. Aujourd'hui, la paroisse Avernes et Marines, à laquelle Wy-dit-Joli-Village est affilié, célèbre toujours la fête de la Saint-Romain, mais la date est avancée vers le second dimanche d'octobre. Le pèlerinage, avec une petite procession, a lieu à tour de rôle dans l'un des villages du secteur.

### Mort, reliques et vénération

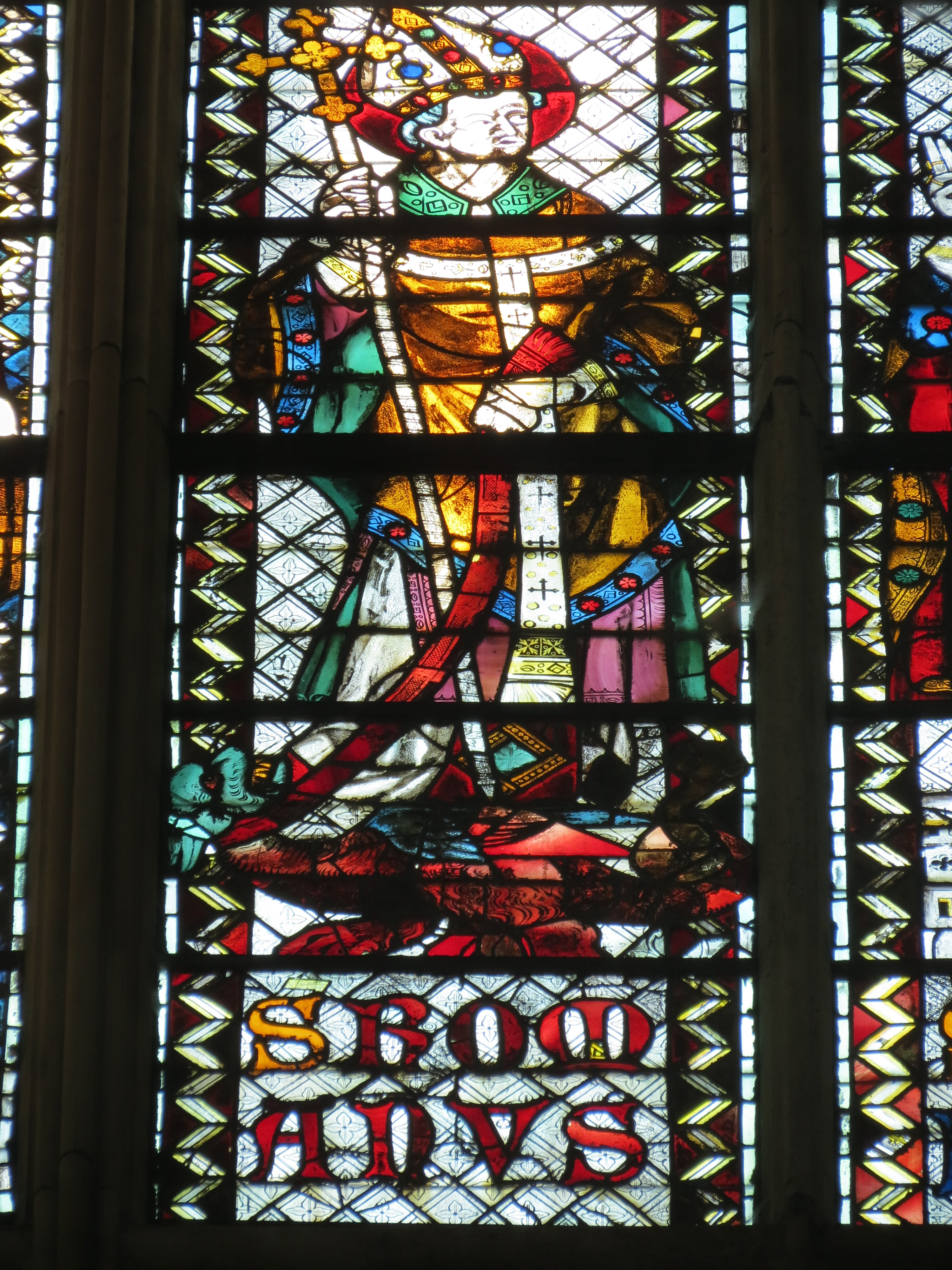
Détail de la baie du chœur 208 de Saint-Ouen de Rouen représentant saint Romain (1325-1339).

À sa mort, son corps fut enseveli à un mille de la ville, selon l'usage romain, dans une fierte, un sarcophage de marbre rouge, abritée dans une chapelle funéraire (actuelle église Saint-Gervais).
Entre 844 et 847, l'empereur Charles le Chauve en résidence à Soissons fit pression sur l'évêque de Rouen Gombaud afin d'obtenir les reliques de trois anciens évêques de Rouen. C'est ainsi que le chef de Romain, le corps complet de Remi et le corps de Godard partirent pour Soissons. Le corps de saint Romain resté à Rouen fut mis à l'abri des murailles de la ville, dans la crypte de la cathédrale ou dans une chapelle contiguë à la porte de la cité, à l'extrémité est de la rue Saint-Romain. Il est possible que le pavillon Saint-Romain de l'archevêché lui doive son nom. Proche du Malpalu, toujours épargné des crues de la Seine, ce lieu serait à l'origine du miracle de saint Romain d'arrêter les crues du fleuve. Certains considèrent que le corps entier du saint demeura à Rouen (J. Le Maho et A. Legris) ou transporté vers Soissons intégralement (F. Lifshitz) ou seulement le chef (Elphège Vacandard).
À l'initiative d'Hugues de Cavalcamp, Romain retrouve l'église Saint-Romain dépendant de la cathédrale.
En 1036, l'archevêque Robert le Danois, accompagné de Gradulphe, abbé de Fontenelle, procède à la reconnaissance des restes de saint Romain. Il dépose dans la châsse (feretum en latin qui donna fierte en ancien français, terme qui est resté à Rouen pour désigner la châsse de saint Romain) un procès-verbal. Ses reliques n'ayant pas abandonné Rouen, il est reconnu comme le véritable defensor civitatis de la ville.
Dans la concurrence et la rivalité qui oppose la cathédrale et l'abbaye Saint-Ouen sur les reliques et le rapport de force, l'abbé Nicolas de Normandie obtient de l'abbé de Saint-Médard de Soissons la restitutions des reliques reçues sous Charles le Chauve, parmi lesquelles se trouvent un bras de saint Godard et le chef de saint Romain, dont la réception officielle a lieu en 1090 en présence de l'archevêque Guillaume Bonne-Âme. Celui-ci décide alors de ramener les restes de Romain à la cathédrale dont la translation a lieu un 23 octobre. La châsse, dépouillée de ses ornements, est refaite par Rotrou de Warwick en 1179.
Alors que la cathédrale est reconstruite à la fin du XIIe siècle, une chapelle aménagée à l'étage de la tour ouest de la façade occidentale lui est dédiée, tout comme le portail principal,.
Dans le premier quart du XIVe siècle, à l'occasion de la réalisation du portail de la Calende, vingt quadrilobes lui sont consacrés sur les piliers éperons est, suivant les deux premières Vitae Romani.
Ce n'est que dans la première moitié du XIVe siècle que Romain est représenté pour la première fois foulant aux pieds un dragon dans le vitrail des fenêtres hautes du chœur de Saint-Ouen.
En janvier 1437 sont déposés les statuts de la confrérie Saint-Romain à la cathédrale. Elle est constituée d'un prévôt, d'un échevin, de 24 frères servants et de clercs. Sa renommée et son importance font qu'elle passe de la petite chapelle du bas-côté sud de la nef (actuelle chapelle du Petit Saint-Romain) à celle située dans le croisillon sud du transept. Elle est ornée de deux vitraux, réalisés en 1521 dans un atelier proche d'Arnoult de Nimègue. La baie 28, don de la confrérie Saint-Romain, représente la vie de saint Romain. La baie 30, donné par Jacques Le Lieur, est un panégyrique de saint Romain. Sept scènes de la vie du saint sont présidées des vertus théologales ou cardinales. 
Conservé jusqu'en 1804 dans la crypte de l'église Saint-Godard, son tombeau de marbre rouge est enchâssé sous le maître-autel du XIXe siècle de l'église Saint-Romain de Rouen.

### Ses miracles légendaires

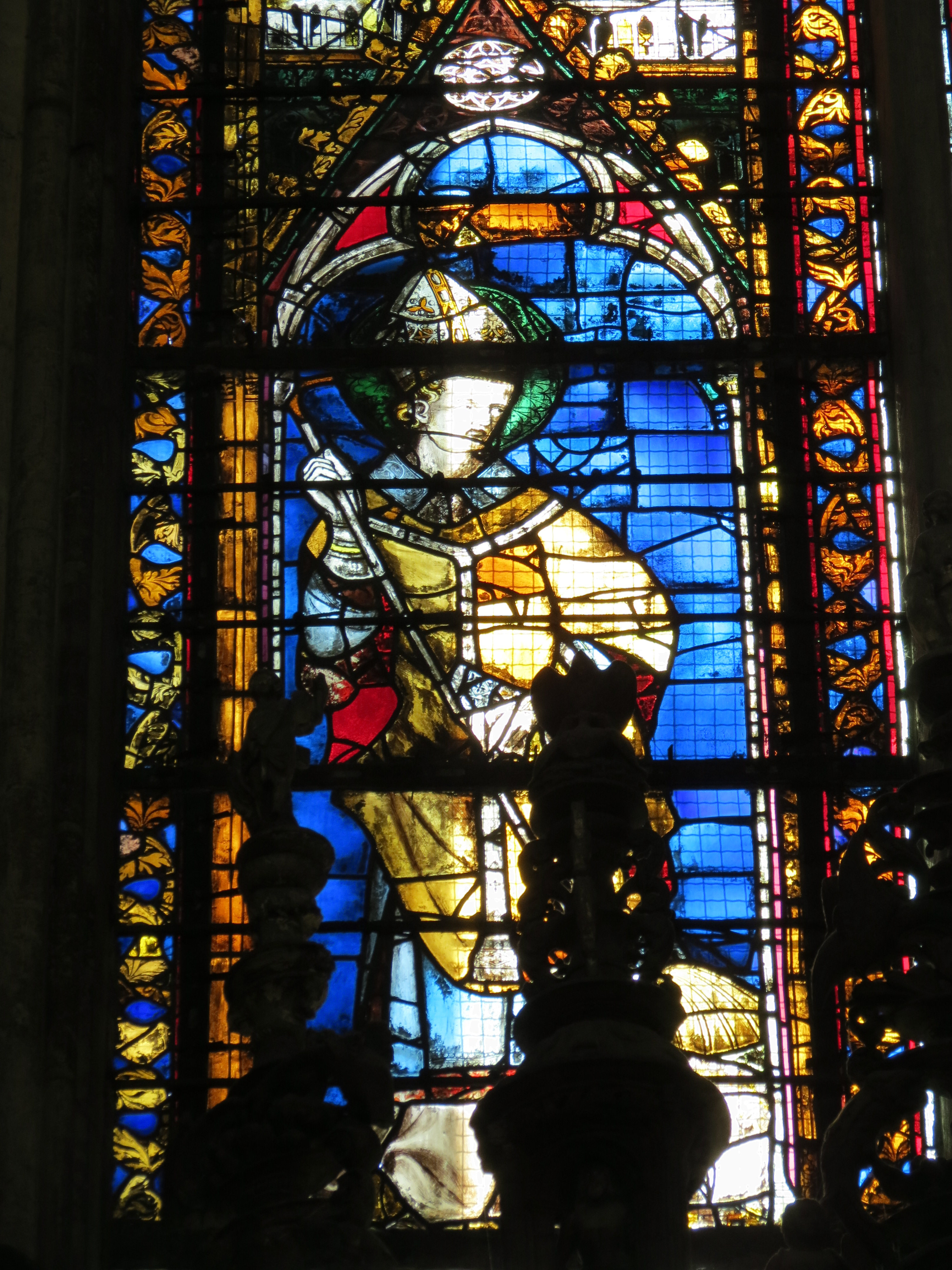
Vitrail de la baie 6 de la cathédrale de Rouen représentant saint Romain (XIVe siècle).

- La destruction du temple de Vénus : à peine avait-il pris sa charge que Romain fut sollicité par les fidèles pour faire disparaître un temple de Vénus, qui se trouvait dans l'ancien amphithéâtre gallo-romain, situé dans le Nord de la ville. Dans ce temple, un autel portait la dédicace à la déesse. Saint Romain s'y rendit, arracha la dédicace, et le temple s'écroula.

- Le miracle du saint chrême :  un jour, saint Romain s'apprêtait à consacrer des fonts baptismaux. Il s'aperçut qu'il avait oublié le saint chrême. Il envoya un diacre le chercher, mais celui-ci, voulant se dépêcher, fit choir le vase, et le saint chrême se répandit par terre. Saint Romain, tout en priant, ramassa les morceaux, le vase se reconstitua, et le saint chrême réintégra le récipient.

- La destruction du temple païen : saint Romain, parti évangéliser les campagnes environnantes, se trouva un jour face à un temple païen, aux allures de forteresse, sur lequel des démons dansaient. Il invectiva les démons, provoqua le chef des diables, et le temple s'effondra.

- Les inondations : elles étaient fréquentes, et ravageaient les cultures. Saint Romain intervenait quand l'inondation menaçait d'être catastrophique, et le fleuve reculait.

- La tentation : à la fin de sa vie, le saint homme s'était retiré dans un ermitage pour prier et méditer. Une pauvre femme vint lui demander la charité. Saint Romain hésitait à recevoir une femme mais ne voulait pas non plus manquer à ses devoirs d'hospitalité. Il fit entrer la femme, qui se dévêtit, et dénoua ses cheveux. Saint Romain appela le Seigneur à l'aide, un ange intervint, et précipita le démon dans un puits sans fond.

- L'extase : peu de temps avant de mourir, saint Romain était en train de dire la messe, quand il entra en extase, son corps s'élevant du sol, tandis que Dieu lui annonçait la date de sa mort.

- Le dragon, appelé aussi la gargouille : sur la rive gauche de la Seine, s'étalaient des marécages, où sévissait un énorme serpent qui « dévouroit et détruisoit les genz et bestes du païs »[12]. Saint Romain décida de le chasser de ces terres, mais ne trouva pour l'aider qu'un condamné à mort qui n'avait plus rien à perdre. Ils arrivèrent tous les deux sur le territoire du serpent (ou dragon), saint Romain traça un signe de croix sur lui, la bête se coucha à ses pieds, il prit son étole comme licou, et le condamné à mort la ramena ainsi tenue en laisse dans la ville, où elle fut brûlée (ou jetée dans la Seine, selon les auteurs). Cette dernière légende est à l'origine du privilège des évêques de gracier un condamné à mort tous les ans, en lui faisant porter la fierte (la châsse) contenant les reliques du saint lors d'une procession ; ce privilège perdura jusqu'en 1790.

## Médaillons de saint Romain
La cathédrale possède un cycle de vingt médaillons sur un pilier éperon, à droite du portail de la Calende, s'organisant autour de six moments de sa vie. Ce cycle, composé de 4 colonnes de 5 médaillons, se lit de gauche à droite, de haut en bas, dont la description suit.
1. Un ange apparaît à Benoît que sa femme Félicité donnera bientôt naissance;
2. Les Rouennais font leur demande auprès du roi ou alors il s'agit du « vieillard » qui avance au roi le nom de Romain à la tête de l'évêché rouennais, mettant ainsi fin aux dissensions suivant la mort d'Hidulfe;
3. Le roi remet la crosse épiscopale à Romain vêtu en évêque;
4. Romain est à cheval, en compagnie d'un sous-diacre. Cette scène se rapporte soit à son voyage pour rejoindre Rouen après son investiture ou alors à une visite pastorale;
5. Romain accompagné d'un diacre prêche à la foule;
6. Il fait face à une forteresse, « repère de Vénus » ou « grand amphithéâtre », symbole de paganisme;
7. Croix à la main, il détruit par la parole ou le geste l'édifice qui ressemble à un autel gallo-romain;
8. Il bénit les fonts baptismaux, après que le vase contenant les huiles a été brisé et reformé. Cet épisode est l'épilogue du miracle des saintes huiles, dont les 4 scènes suivantes font partie;
9. Le diacre porte le vase;
10. Romain prie tandis que deux diacres portent le vase;
11. Les diacres remettent le vase à l'évêque;
12. Romain remet le vase à un diacre;
13. Il arrive à cheval devant une forteresse d'où dépassent des têtes, figurations des démons qui gardent les lieux;
14. Avec la croix à la main, Romain fait face à deux païens au seuil de la forteresse;
15. L'édifice païen est détruit;
16. Une femme nue, transie de froid d'une nuit d'hiver, également symbolique de la luxure, frappe à la porte d'un édifice gothique à l'intérieur duquel se trouve Romain qui se retourne vers elle. C'est la première scène de la tentation de saint Romain;
17. Il fait face à la femme se réchauffant près du feu, nue et les cheveux dénoués pour séduire l'évêque;
18. Un ange, après l'appel à l'aide de Romain, chasse la femme à coup de bâton;
19. L'ange pousse la femme tête la première dans un puits, représentation de l'enfer;
20. Après avoir résisté à la tentation, Romain célèbre la messe avec la bénédiction de Dieu, représenté par sa main surgissant au-dessus de l'autel. Cette scène peut également représenter l'appel de Dieu à Romain parmi les siens.

Si l'épisode de la gargouille est célèbre, celle-ci n'est mentionnée dans un texte qu'en 1394 et le privilège dans une enquête de 1210, alors qu'ils sont censés remonter au saint. Cet épisode ne serait qu'une invention du XIVe siècle pour justifier le privilège du chapitre et expliquerait son absence du cycle réalisé dans le premier quart de ce siècle. Il en est de même de l'absence de référence à l'inondation miraculeusement arrêté en 1296 par la relique du bras de Saint-Romain sous l'archiépiscopat de Guillaume de Flavacourt. Ce n'est qu'une mention tardive de la Chronique abrégée des Archevêques de Rouen, rédigée entre 1453 et 1483.

## Patronage
- La foire Saint-Romain a lieu tous les ans à Rouen en automne.
- Patron de Rouen, il était invoqué pour sauver les fous et les noyés.
- Saint Romain est aussi patron de l'Andalousie, et le 28 février est jour férié dans cette région.

## Fête
- Fêté traditionnellement dans l'archidiocèse de Rouen le 23 octobre.
- Fête Triple - 1e classe.
- De nos jours, les célébrations solennelles sont effectuées souvent le dimanche qui suit la date arrêtée par l'archevêque Guillaume Bonne-Âme vers 1090.

En effet, c'est à cette date qu'il fixa la fête de la Saint-Romain au 10 des calendes de novembre, c'est-à-dire au 23 octobre. De même, il étendit son culte à tout le diocèse de Rouen.

## Biographie
Il existe quatre Vitae Romani ou Vies de Saint Romain : l'une a été écrite en vers latin au VIIIe siècle. Une Vie en prose a été adressée à l'archevêque de Rouen par le doyen de Saint-Médard de Soissons. Elles sont conservées à la Bibliothèque municipale de Rouen, tandis qu'une autre Vie est propriété de la Bibliothèque nationale de France, à Paris.